# Ahouanou
Ahouanou est une ville de la Région des Grands Ponts située dans le Sud de la Côte d'Ivoire, dans le département de Grand-Lahou dont elle est l'une des sous-préfectures, avec Ebounou, Bacanda et Toukouzou.